# 1,3,5-trioxanotriona
La 1,3,5-trioxanotriona, o 1,3,5-trioxaciclohexano-2,4,6-triona es un óxido de carbono hipotético. Puede ser considerado como un trímero heterocíclico del dióxido de carbono (CO2) o como una triona del 1,3,5-trioxano.
Los cálculos teóricos indican que el compuesto es inestable a temperatura ambiente, con un tiempo de vida media menor a 8 segundos. Podría ser estable a -196 °C.